# Remo (sommergibile)
Il Remo è stato un sommergibile da trasporto della Regia Marina, appartenente alla classe R.

## Storia
La messa a punto, i collaudi e l'addestramento dell'equipaggio furono molto più brevi del consueto, a causa dell'urgenza di impiegare il sommergibile per il trasporto di metalli dalla Sardegna. 
Alle 9.30 del 15 luglio 1943 partì da Taranto al comando del t.v. Salvatore Vassallo, con destinazione Napoli; tuttavia gli Alleati, preoccupati da un possibile uso del Remo (e del gemello Romolo) per il trasporto di armi speciali che erano in via di sviluppo in Germania, si erano informati riguardo al suo viaggio tramite la loro rete di spionaggio e avevano disposto di attaccarlo con aerei e sommergibili lungo il percorso. 
Alle 18.30 dello stesso giorno della partenza il sommergibile HMS United avvistò il Remo e gli lanciò quattro siluri: uno colpì il sommergibile che s'inabissò in pochi minuti in posizione 39°19' N e 17°30' E. 
Il comandante Vassallo e due altri uomini che erano in torretta si salvarono perché sbalzati in mare; del resto dell'equipaggio, che si trovava sottocoperta, solo il sergente Dario Cortopassi riuscì ad abbandonare il sommergibile. Scomparvero in mare 5 ufficiali e 50 fra sottufficiali e marinai.